# Antonino Domingo Costa
Antonino Domingo Costa fue un político uruguayo .
Fue miembro de la Asamblea Constituyente y Legislativa del Estadio Oriental (1828-1830) por Paysandú, uno de los nueve departamentos del joven estado en ese entonces. Costa participó en la II legislatura como diputado por el Departamento de Canelones en la Cámara de Representantes . Allí ocupó la presidencia de la cámara en 1836. En el siguiente período legislativo ocupó un escaño en el Senado como representante de Canelones, el que finalizó el 15 de junio de 1838. A partir del 6 de febrero de 1852 regresó al Senado como diputado y ocupó el cargo de Segundo Vicepresidente del Senado en 1853. 

## Cargos
- 17 de febrero de 1834-14 de febrero de 1837 (Cámara de Representantes, Segunda legislatura)
- 14 de febrero de 1837-15 de junio de 1838 (Cámara de Senadores, Tercer legislatura)
- 6 de febrero de 1852-15 de julio de 1853 (Cámara de Senadores, Sexta legislatura)